# Machaerina anceps
Machaerina anceps är en halvgräsart som först beskrevs av Jean Louis Marie Poiret, och fick sitt nu gällande namn av Wenceslas Bojer. Machaerina anceps ingår i släktet Machaerina och familjen halvgräs. Inga underarter finns listade i Catalogue of Life.